# Nanna Grundfeldt
Nanna Grundfeldt (* 25. September 1984 in Espoo) ist ein finnisches Model und Gewinnerin der zweiten Staffel von Suomen huippumalli haussa, dem finnischen Ableger von America’s Next Top Model, die am 13. April 2009 startete.

## Leben
Die Finnlandschwedin Nanna Grundfeldt wurde 1984 geboren und ist mit Schwedisch und Norwegisch als Muttersprachen aufgewachsen. Sie stammt aus Degernes (Rakkestad) in Norwegen und ist mit vier Jahren nach Finnland gekommen.
Vor ihrer Modelkarriere arbeitete sie als Möbelfachverkäuferin. 
Zu internationaler Beachtung kam sie mit ihrem lesbischen Coming-out. Während der Fotoaufnahmen sollten die Teilnehmerinnen weiße Oberteile mit einem für sie charakteristischen Adjektiv beschriften. Grundfeldt wählte Homo.

„I'm so proud to be gay. I'm so lucky. I'm a woman and like women too! There's nothing better. I thought at first I'd put something more than just 'Homo' on the hoodie, like 'homo — who cares?' but ... It was a strong word and that was needed.“

Bonaqa, einer der Hauptsponsoren von The Search for Finland's Top Model, ließ schon vor der Ausstrahlung des Finales 35 Plakatwände aufstellen, die Grundfeldt als Siegerin der Staffel offenbarten.
Nanna Grundfeldt geht in ihrer Freizeit dem Skateboarden, Surfen und Snowboarden nach.
Bei der Kommunalwahl 2012 trat sie als schwedischsprachige Kandidatin der Partei Grüner Bund in ihrer zweisprachigen Heimatstadt Espoo (schwedisch Esbo) an.